# Séthi (fils d'Amonherkhépeshef)
Pour l’article homonyme, voir Séthi.
Séthi, est un fils présumé d'Amonherkhépeshef et de Néfertari II, qui étaient frère et sœur, et à ce titre, doublement le petit-fils de Ramsès II.
Il est fréquemment confondu avec son oncle et parfait homonyme, Séthi, 9e fils de Ramsès II.
Il occupe des fonctions en relation avec son rang de petit-fils de Ramsès II.